# Боббі Сендс
Роберт Джерард Сендс (ірл. Roibeárd Gearóid Ó Seachnasaigh;, більш відомий як Боббі Сендс; 9 березня 1954 — 5 травня 1981) — ірландський активіст, член Тимчасової Ірландської республіканської армії, депутат Британського парламенту. Помер протягом голодування під час перебування у в'язниці Мейз.
Був лідером голодного протесту 1981 року, у якому ірландські республіканські ув'язнені протестували проти позбавлення їх Спеціального статусу політичного в'язня (англ. Special Category Status). Під час протесту його було обрано до парламенту Великої Британії кандидатом від руху Анти Ейч-Блок. Його смерть і смерть інших дев'яти протестувальників спричинила новий сплеск діяльності Тимчасової ІРА. Репортажі міжнародних ЗМІ привернули увагу як до голодних протестів, так і республіканського руху загалом.

## Ранні роки
Роберт народився у 1954 році в родині римо-католиків із Белфаста, Джона та Розалін Сендсів. Після того як побрались вони переїхали до Ньютаунеббі, графство Антрім, що за межами Північного Белфаста. Сендс був найстаршим із чотирьох дітей. Його сестри, Марцелла та Бернадетт, народились у 1955 і 1958 роках відповідно. Зазнавши переслідувань і залякувань від сусідів, сім'я покинула Ебботс Кросс і переїхала до сусіднього житлового комплексу Раткул. Населення Раткула на 30% складалося з католиків, там були католицькі школи і католицький (лише номінально) молодіжний футбольний клуб «Морська Зоря» (членом якого був Боббі, який грав на місці лівого захисника), що було нетиповою ситуацією у Північній Ірландії. У 1962 році у Роберта народився брат Джон.
До 1966 року сегрегація та насильство на релігійному ґрунті у Реткулі та інших районах Белфаста значно посилились. Католики опинились в облозі. Щоранку по дорозі до школи протестантська молодь закидала пляшками та камінням Сендса і його сестер. Футбольний клуб вилучив членів-католиків і був перейменований у «The Kai» (англ. Kill All Irish — «Вбити всіх ірландців»). Сендс помітив, що жоден із його друзів-протестантів навіть не хочуть говорити з ним. Через це він швидко навчився спілкуватися тільки з католиками. У 1969 році він кинув школу та поступив до Технічного коледжу Ньютаунеббі, почавши у 1970 році працювати на виробника міжміських автобусів Alexander's Coach Works. Боббі пропрацював там менше року. Під дулом пістолета лоялісти Ольстера пояснили Сендсу, що Alexander's закритий для «феніанських покидьків» і, щоб він більше ніколи не повертався туди, якщо цінує своє життя.
У червні 1972 року натовпом прихильників лоялізму Ольстера (політична юніоністська ідеологія, прибічниками якої є переважно протестанти ірландської провінції Ольстер, що виступають за збереження членства Північної Ірландії у Сполученому Королівстві) напав і зруйнував будинок батьків Роберта і вони знову були змушені переїздити, цього разу до Твінбрука. Цього ж місяця у Твінбруку вісімнадцятирічний Сендс уперше відвідав зустріч Тимчасової ІРА (ірландська республіканська парамілітарна організація, яка прагнула виходу Північної Ірландії зі складу Сполученого Королівства і домагалася незалежності об'єднаної Ірландії; створена внаслідок розколу ІРА) і того ж дня долучився до організації.

## Діяльність у Тимчасовій ІРА
У 1972 році Сендс приєднався до Тимчасової ІРА. Вже у жовтні його було арештовано та висунуто звинувачення у володінні 4 пістолетами, знайденими у його будинку. В квітні 1973 року Сендса засудили до 5 років позбавлення волі.
Після звільнення у квітні 1976 року він повернувся до сімейного будинку в Західному Белфасті та одразу відновив свою активну діяльність у Тимчасовій ІРА. Сендс і Джо Мак-Доннелл спланували жовтневу атаку на меблеву компанію Балморал (англ. Balmoral Furniture Company) у Данмаррі. Після вибуху відбулася перестрілка з Королівською поліцією Ольстера. Боббі Сендс, Джо Мак-Доннелл, Шеймус Фінукейн і Шон Лейвері були затримані при спробі втечі на машині. В авто було знайдено один із використаних під час атаки револьверів. Четвірку було засуджено до 14 років за зберігання зброї. Звинувачення у причетності до вибухів їм так і не висунули.
Після засудження Сендс мав стосунок до колотнечі, тому провів перші 22 дні без меблів у камері в'язниці Крамлін Роуд, 15 днів голим і на хлібі та воді кожний третій день.

## Роки у Лонг Кеш
В кінці 1980 року Сендса обрали командиром ув'язених у Лонг Кеші (одна із назв в'язниці Мейз) членів Тимчасової ІРА. Він замінив на цій посаді Брендана Г'юза, який брав участь у першому голодуванні. Ув'язнені республіканці організували серію протестів, покликаних відновити їхній попередній спеціальний статус (Special Category Status), який звільняв їх від деяких тюремних правил. Усе почалося з «покривального протесту» в 1976 році, коли в'язні відмовились одягати тюремну форму та взамін носили ковдри. У 1978 році, після низки нападів на ув'язнених, які виходили з  камер, щоб спорожнити свої нічні горщики (англ. slopping out — процес ручного ранкового очищення переносних туалетних відер; деякі тюремні камери з Вікторіанської епохи не мають унітазів через відсутність сантехніки, водопроводу та складність їх встановлення), страйк переріс у «брудний протест», в ході якого в'язні відмовились митися і вимащували стіни своїх камер екскрементами.

## Публікації
Коли Сендс відбував строк, кілька його листів і статей під псевдонімом «Марцелла» було опубліковано республіканською газетою «An Phoblat». Він також є автором творів «Skylark Sing Your Lonely Song» і «One Day in My Life» (автобіографічний роман, який Сендс написав узимку 1979-го на туалетному папері кульковою ручкою, яку ховав у власному тілі; вперше опублікований у 1983 році). Сендс написав тексти пісень «Back Home in Derry» та «McIlhatton», які пізніше записав Крісті Мур, а також «Sad Song For Susan», яку пізніше також було записано. Мелодія до «Back Home in Derry» була взята з відомої пісні Гордона Лайтфута «The Wreck of the Edmund Fitzgerald». Пісня розповідає про вивезення ірландців до Тасманії у XIX столітті.

## Членство у Парламенті
За збігом обставин, незабаром після початку протестів від серцевого нападу помер Френк Магвайр, член Парламенту від партії ірландських республіканців району Фермана і Південний Тирон. Раптова вакансія на місці з націоналістичною більшістю близько 5 000 була цінною можливістю для прихильників Сендса «відродити суспільну свідомість». Сендса було висунуто від політичної групи Анти Ейч-Блок (англ. Anti H-Block — метонімія назви в'язниці Мейз, блоки якої мали форму літери „H“). 9 квітня 1981 року з невеликим відривом (30 493 голоси проти 29 046 за Гаррі Веста) Сендс виграв вибори і став наймолодшим на той час членом Парламенту. Однак через місяць Роберт помер у в'язниці так жодного разу і не сівши у своє місце в Палаті Громад.
Після перемоги Сендса на виборах Британський уряд ввів «Representation of the People Act 1981», згідно з яким заборонялось висування та обрання на виборах кандидатів, які відбувають тюремне ув'язнення більше одного року у Великій Британії або Ірландії. Закон ввели, щоб попередити обрання до Парламенту Сполученого Королівства інших голодуючих.

## Голодування
Ірландське голодування 1981 року почалося з відмови Боббі Сендса від прийому їжі 1 березня 1981 року. Сендс вирішив, що інші в'язні повинні долучатися до протесту не одночасно, а з певними інтервалами, щоб привернути увагу громадськості.
Учасники голодного протесту висунули уряду п'ять вимог: 
- право не носити тюремну уніформу;
- не робити тюремну роботу;
- право на свободу зв'язку з іншими ув'язненими, а також на організацію освітніх та розважальних заходів;
- право на один візит, один лист і одну посилку щотижня;
- повне право на помилування.[29]

Головною метою голодування було повернення статусу політичного в'язня учасникам конфлікту.

Пам'ять про учасників голодного протесту 1981 року
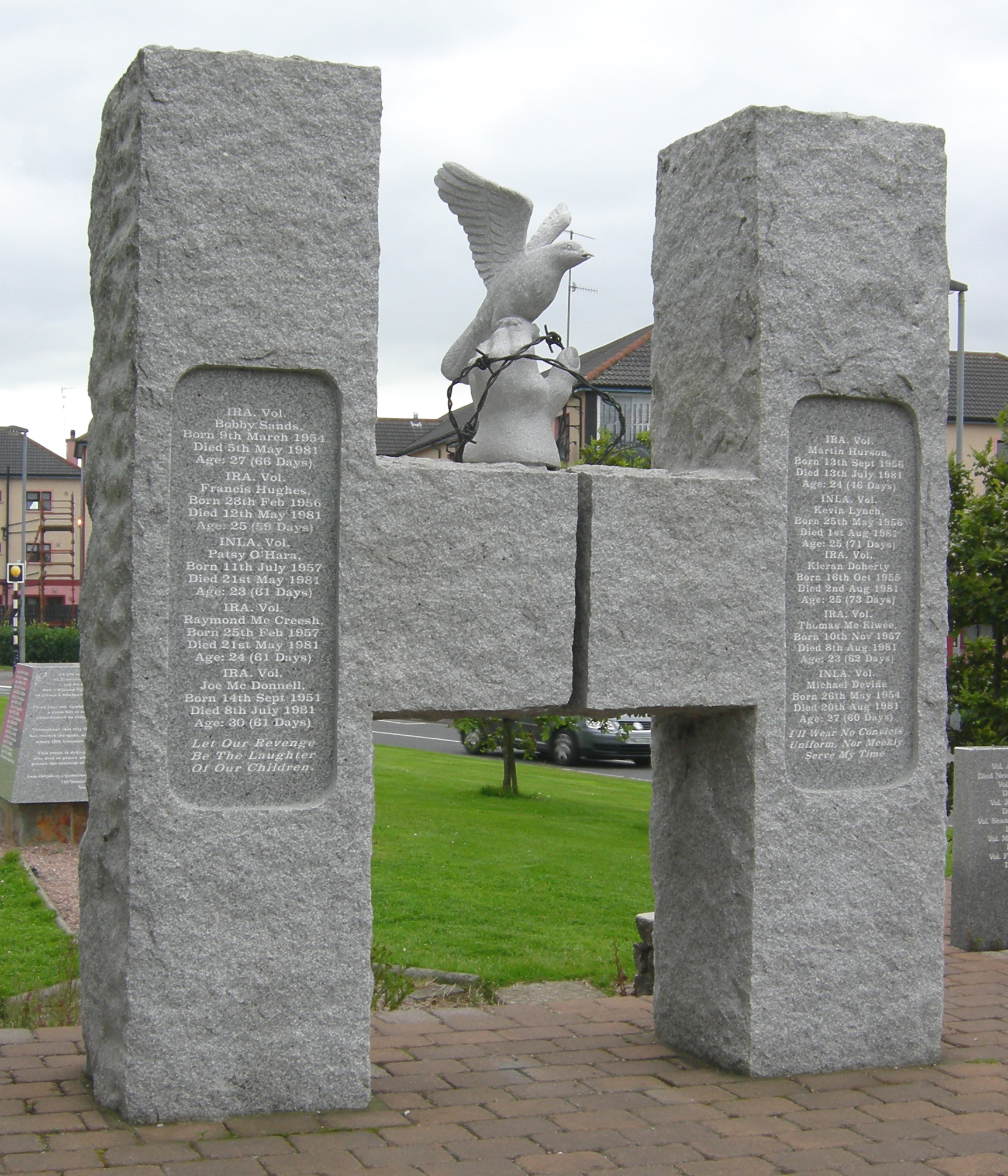
Меморіал загиблим у ході голодування у Богсайді, Деррі. Стилізований під літеру „H“, яка символізує форму блоків в'язниці Мейз
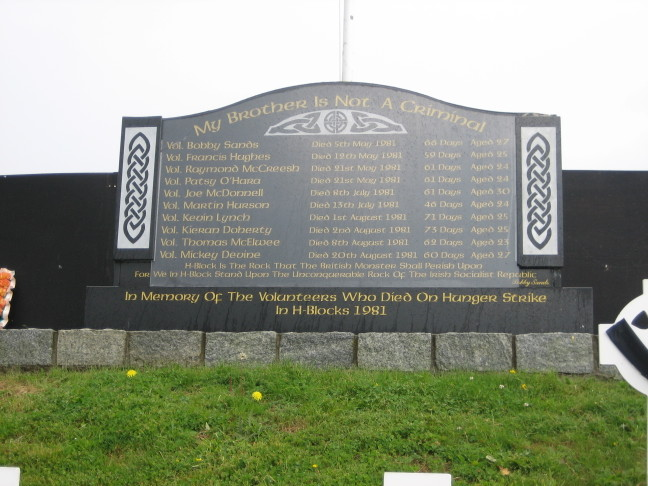
Меморіал у Кроссмаглен, графство Арма
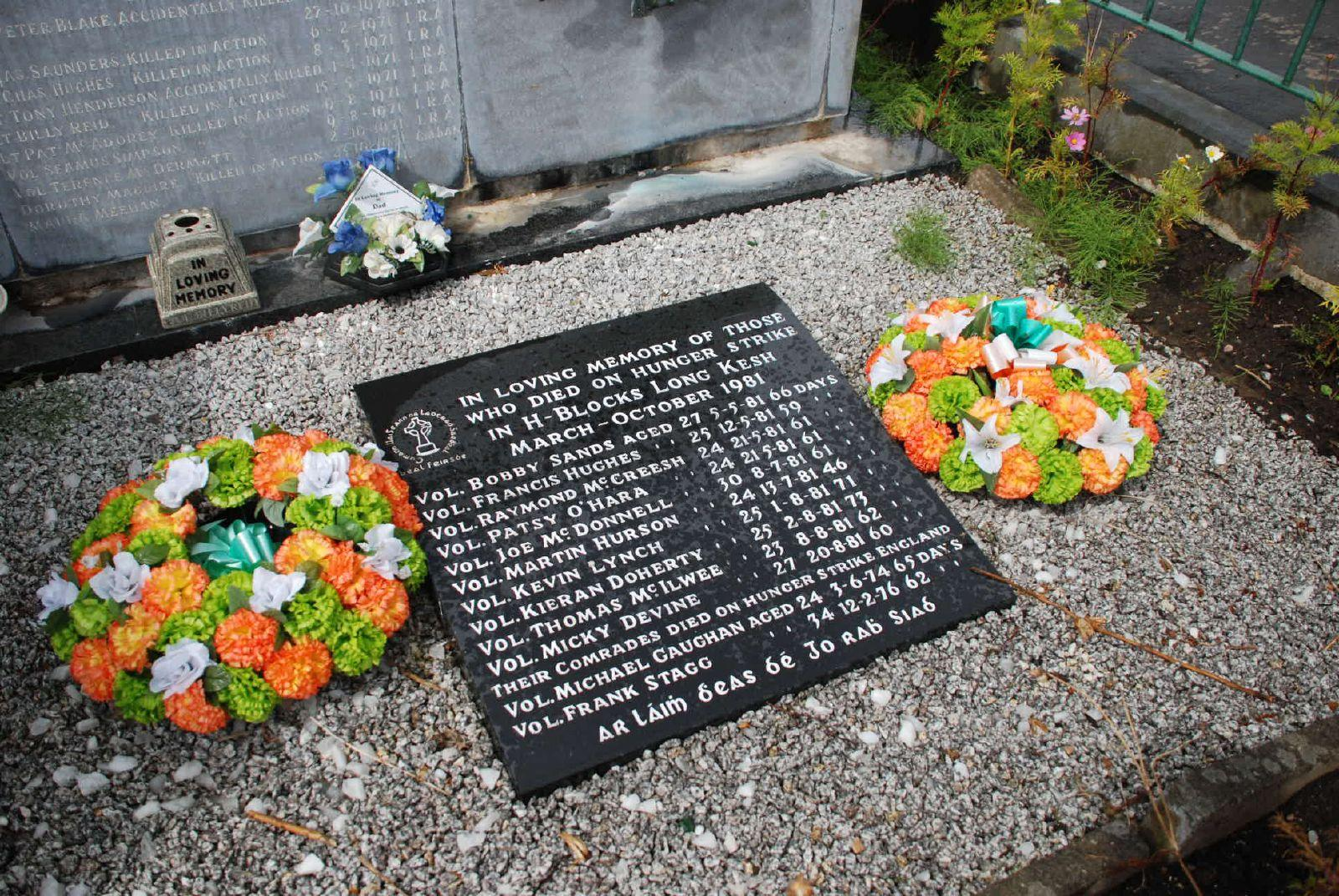
Меморіал на кладовищі Міллтаун, Белфаст
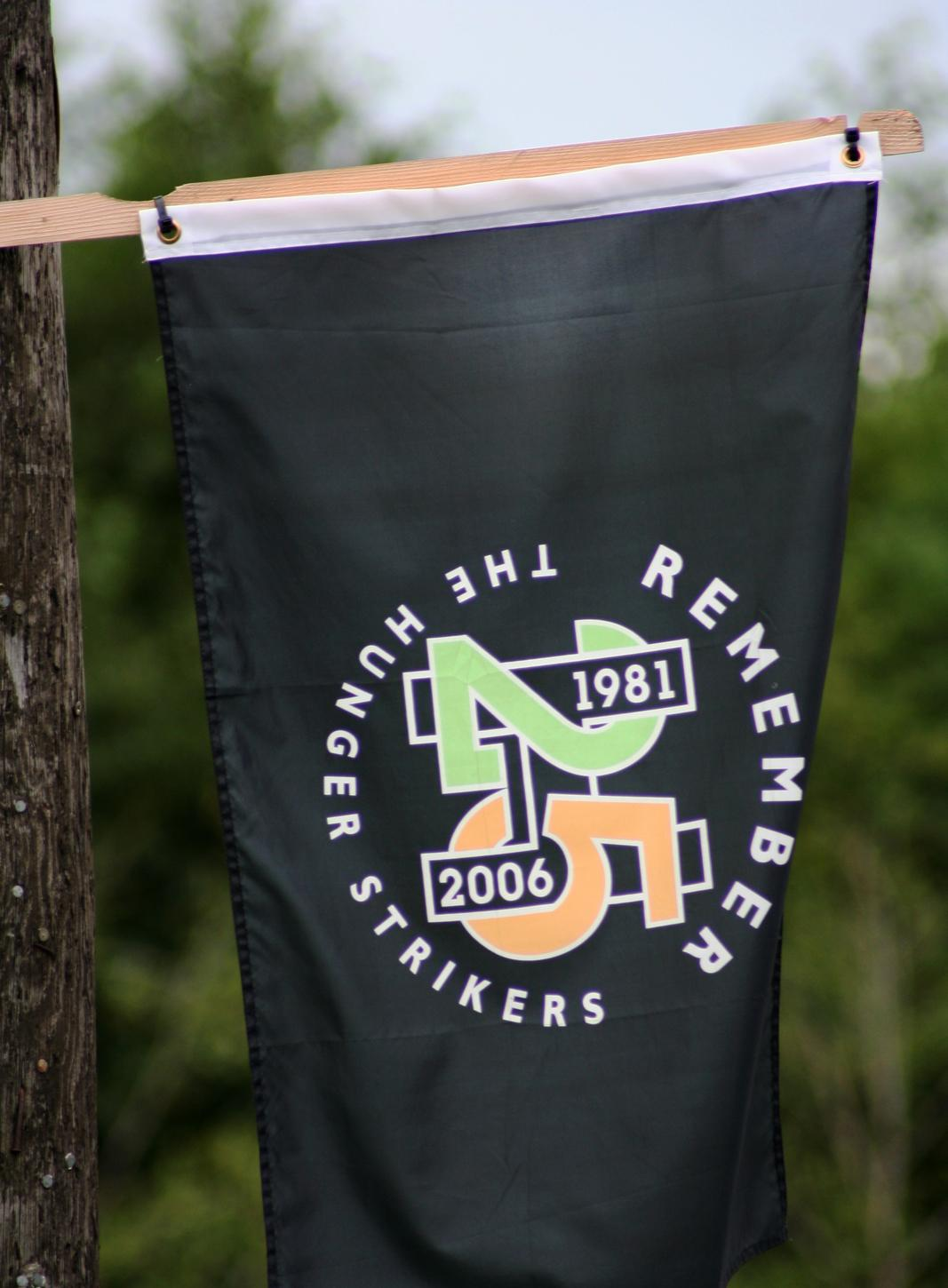
Прапор на честь 25-ї річниці голодування

### Учасники, які померли під час голодування
Попри високий статус Сендса, прем'єр-міністр Великої Британії, «залізна леді» Маргарет Тетчер не пішла на поступки, і голодування скінчилося смертю десяти республіканців.
| Ім'я             | Напіввійськова організація | Початок протесту | Дата смерті | Тривалість голодування |
| ---------------- | -------------------------- | ---------------- | ----------- | ---------------------- |
| Боббі Сендс      | ІРА                        | 1 березня        | 5 травня    | 66 днів                |
| Френсіс Г'юз     | ІРА                        | 15 березня       | 12 травня   | 59 днів                |
| Реймонд Мак-Кріш | ІРА                        | 22 березня       | 21 травня   | 61 днів                |
| Петсі О'Хара     | ІНВА                       | 22 березня       | 21 травня   | 61 день                |
| Джо Мак-Доннелл  | ІРА                        | 8 травня         | 8 липня     | 61 день                |
| Мартін Герсон    | ІРА                        | 28 травня        | 13 липня    | 46 днів                |
| Кевін Лінч       | ІНВА                       | 23 травня        | 1 серпня    | 71 днів                |
| Кіран Догерті    | ІРА                        | 22 травня        | 2 серпня    | 73 дні                 |
| Томас Мак-Елві   | ІРА                        | 8 червня         | 8 серпня    | 62 дні                 |
| Майкл Девайн     | ІНВА                       | 22 червня        | 20 серпня   | 60 днів                |

## Смерть

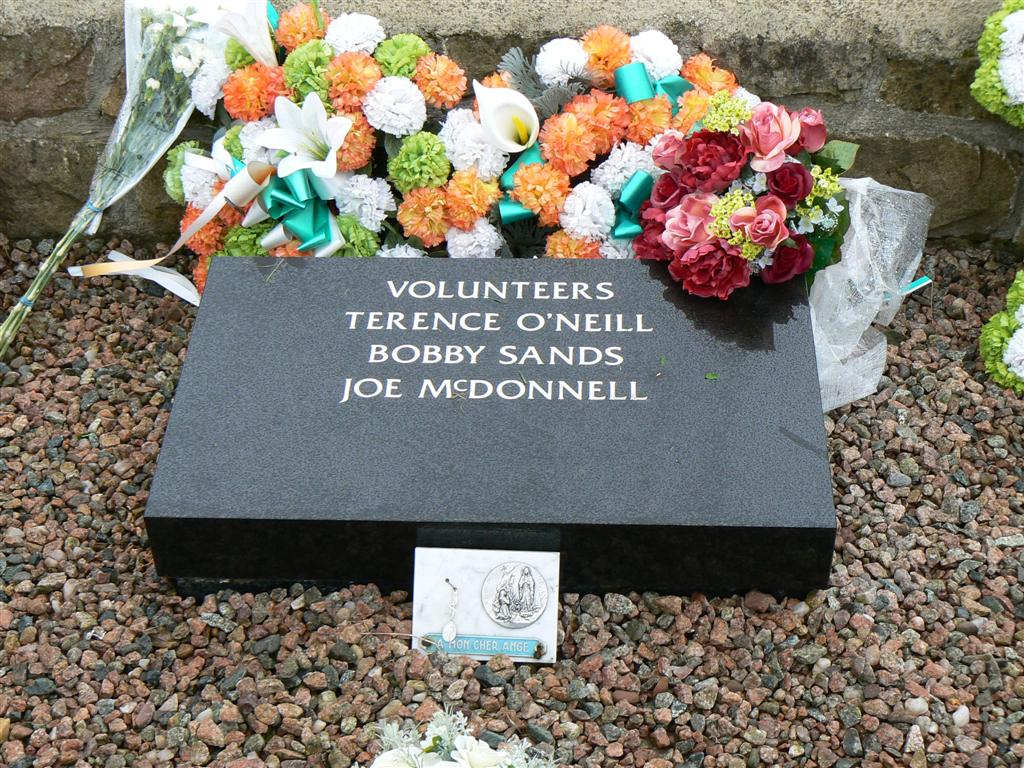
Могила Боббі Сендса на кладовищі Міллтаун

Сендс помер 5 травня 1981 року в госпіталі в'язниці Мейз після 66 днів голодування. Звістка про смерть Боббі Сендса призвела до кількаденних масових заворушень у націоналістичних районах Північної Ірландії. На похорон прийшло більше 100 000 людей.

## Сім'я
3 березня 1973 року Боббі одружився з Джеральдін Ноад. 8 травня 1973 у них народився син Джерард. Незабаром Ноад разом із Джерардом переїхали жити до Англії.
Сестра Сендса, Бернадетт Сендс Мак-Кевітт, також є відомою ірландською республіканкою. Разом зі своїм чоловіком, Майклом Мак-Кевіттом, вона заснувала групу 32CSM і звинувачувалась у причетності до Справжньої Ірландської республіканської армії.

## У популярній культурі
Коли у ніч після смерті Сендса гурт Grateful Dead виступав на Нассау-Ветеранс-Меморіал-колісіум, гітарист Боб Вір присвятив Боббі Сендсу пісню «He's Gone».
Гурт Black 47, Нікі Вайр, Мейк Стівенс, ірландський рок-гурт The Undertones, Ерік Богл і Крісті Мур написали пісні у відповідь на голодування та смерть Боббі Сендса.
Шотландський футбольний клуб Селтік отримав штраф у 50 000 € від УЄФА за банери зі зображенням Сендса та політичним посланням, показані групою ультрас Green Brigade під час гри 26 листопада 2013 року.
Про голодування 1981 року та Боббі Сендса знято наступні фільми:
- «Син порядної матері»[en] (1996) — роль Боббі Сендса виконав Джон Лінч.[37]
- «H3» (2001) — Сендса зіграв Марк О'Галлорен.[38]
- «Голод» — фільм Стіва Мак-Квіна, прем'єра якого відбулася на Каннському кінофестивалі.[39] Фільм удостоївся премії Золота камера.[40] Роль Боббі Сендса виконав ірландський актор Майкл Фассбендер.